# Komisja Praw Kobiet i Równouprawnienia
Uwaga! Ten artykuł od 2019-08 opisuje nieaktualny stan prawny. Jeśli możesz, popraw treść na podstawie najświeższych informacji.
Dokładniejsze informacje o tym, co należy poprawić, być może znajdują się w dyskusji tego artykułu.
 Po wyeliminowaniu niedoskonałości należy usunąć szablon {{Dopracować}} z tego artykułu.
Komisja Praw Kobiet i Równouprawnienia (FEMM) – komisja Parlamentu Europejskiego zajmująca się kwestią równych praw oraz równych szans kobiet i mężczyzn.

## Przewodniczący
- Mikael Gustafsson,  Szwecja

## Wiceprzewodniczące
- Lívia Járóka,  Węgry
- Edite Estrela,  Portugalia
- Barbara Matera,  Włochy
- Élisabeth Morin-Chartier,  Francja

## Członkinie i członkowie
- Regina Bastos,  Portugalia
- Edit Bauer,  Słowacja
- Godfrey Bloom,  Wielka Brytania
- Emine Bozkurt,  Holandia
- Andrea Češková,  Czechy
- Marije Cornelissen,  Holandia
- Silvia Costa,  Włochy
- Tadeusz Cymański,  Polska
- Iratxe García Pérez,  Hiszpania
- Zita Gurmai,  Węgry
- Mary Honeyball,  Wielka Brytania
- Sophie in ’t Veld,  Holandia
- Teresa Jiménez-Becerril Barrio,  Hiszpania
- Nicole Kiil-Nielsen,  Francja
- Silvana Koch-Mehrin,  Niemcy
- Rodi Kratsa-Tsangaropulu,  Grecja
- Constance Le Grip,  Francja
- Astrid Lulling,  Luksemburg
- Angelika Niebler,  Niemcy
- Siiri Oviir,  Estonia
- Antonija Pyrwanowa,  Bułgaria
- Frédérique Ries,  Belgia
- Raül Romeva,  Hiszpania
- Joanna Senyszyn,  Polska
- Joanna Skrzydlewska,  Polska
- Marc Tarabella,  Belgia
- Britta Thomsen,  Dania
- Angelika Werthmann,  Austria
- Marina Yannakoudakis,  Wielka Brytania
- Anna Záborská,  Słowacja
- Inês Zuber,  Portugalia